# Veliko Selo (Palilula)
Veliko Selo (em cirílico:Велико Село) é uma vila da Sérvia localizada no município de Palilula, pertencente ao distrito de Belgrado, na região de Šumadija. A sua população era de 1624 habitantes segundo o censo de 2009.

## Demografia
| 1948  | 1953  | 1961  | 1971  | 1981  | 1991  | 2002  |
| ----- | ----- | ----- | ----- | ----- | ----- | ----- |
| 1 908 | 1 968 | 1 877 | 1 874 | 1 901 | 1 767 | 1 676 |